# Municipio de Elk Creek (Kansas)
El municipio de Elk Creek (en inglés: Elk Creek Township) es un municipio ubicado en el condado de Republic en el estado estadounidense de Kansas. En el año 2010 tenía una población de 136 habitantes y una densidad poblacional de 1,45 personas por km².

## Geografía
El municipio de Elk Creek se encuentra ubicado en las coordenadas 39°42′17″N 97°25′8″O / 39.70472, -97.41889. Según la Oficina del Censo de los Estados Unidos, el municipio tiene una superficie total de 93.6 km², de la cual 93,37 km² corresponden a tierra firme y (0,24 %) 0,23 km² es agua.

## Demografía
Según el censo de 2010, había 136 personas residiendo en el municipio de Elk Creek. La densidad de población era de 1,45 hab./km². De los 136 habitantes, el municipio de Elk Creek estaba compuesto por el 98,53 % blancos y el 1,47 % eran de una mezcla de razas. Del total de la población el 0 % eran hispanos o latinos de cualquier raza.